# Cerkljanski Vrh
Cerkljanski Vrh is een plaats in Slovenië en maakt deel uit van de gemeente Cerkno in de NUTS-3-regio Goriška. De plaats telde 53 inwoners op 1 januari 2020.